# Fallet (TV-serie, 2017)
Fallet är en svensk kriminal-komediserie som sändes på SVT1 2017, med start 14 april. Medverkar gör bland annat Tomas von Brömssen, Lisa Henni, Adam Godley och Christoffer Nordenrot.

## Handling
Efter att en brittisk medborgare hittats mördad i Norrbacka blir polisen Sophie Borg ansvarig för fallet. Sophie är uppväxt i Norrbacka, vilket ger en del problem. Hennes familjesituation är komplicerad då hon brutit kontakten med sin mamma efter ett stort svek.

## Om serien
Serien hade premiär på SVT 1 i april 2017. Inspelningsplatser är Tjolöholms slott, Ystad, Överkalix och Treriksröset.

## Rollista (i urval)
| Lisa Henni            | – Sophie Borg   |
| Adam Godley           | – Tom Brown     |
| Tomas von Brömssen    | – Klas          |
| Christoffer Nordenrot | – Bill          |
| Björn Kjellman        | – Benny         |
| Lia Boysen            | – Kristina      |
| Dag Malmberg          | – Kommunalrådet |
| Magnus Krepper        | – Åke Klint     |